# 木野日菜
木野 日菜（きの ひな、1997年2月12日 - ）は、日本の女性声優。埼玉県出身。アミュレート所属。既婚。

## 来歴
幼い声が特徴的だが、中学3年生くらいの頃、周囲に言われ始めて声が特徴的だと自覚したという。
高校時代、学校の中で「なんか可愛い声の子がいるらしい」と話題になり、知らない人から話しかけられることもあったという。
声優になろうと思ったきっかけは、中学3年生の時に観ていたテレビアニメ『ONE PIECE』に熱中したこと、学習塾に通っておりその塾長に会うたびに声を褒めてくれたこと、ファミ通TVを観たこと、金田朋子に惹かれたことだという。のちに金田と共演して一緒にお芝居をできたことが本当に感慨深かったという。
バイト代を養成所費用に充てようと思っていたところ、お金が足りず、両親に打ち明けていたところ「そういうのは早くから行動したほうがいい」と理解し、費用も負担してくれたようで、高校2年生から養成所に通い始める。当時はファミリーマートでアルバイトをしていた。
2023年3月21日、自身のTwitterアカウントにて一般男性と結婚したことを報告した。
2025年7月18日、自身のX（旧Twitter）アカウントにて第1子男児出産を報告した。

## 人物
趣味は映画鑑賞、猫と遊ぶこと、特技は猫の色々な鳴き真似。
好きなものは家族、嫌いなものはカマキリ。自身の性格は「緊張しい」と語っている。
『ひもではうす』に出演していた2019年当時はまだ実家ぐらしをしており、両親と川の字になって寝ていたという。
猫を5匹飼っている。兄が1人いる。
『僕だけがいない街』で美里を演じた際、伊藤智彦監督から「とてもいい味を出している。（まだ若いが）きっとブレイクしますよ」と評された。

## 出演
太字はメインキャラクター。

### テレビアニメ
2014年
- 大図書館の羊飼い（ウエイトレス1）

2015年
- 俺がお嬢様学校に「庶民サンプル」としてゲッツされた件（お嬢様、メイド）
- 不思議なソメラちゃん（ハムスター、メヌースー、ラッコ、人造人間1260号）

2016年
- 僕だけがいない街（美里）
- アイカツスターズ!（鳴瀬あゆみ）
- ラブライブ!サンシャイン!!（女子生徒、女子大生、生徒、子供、女の子）
- クオリディア・コード（生徒）
- 魔装学園H×H（シルヴィア・シルクカット）
- スカーレッドライダーゼクス（女性A）

2017年
- ガヴリールドロップアウト（子供、女子、猫、上野、アレキサンダー 他）
- 終末なにしてますか? 忙しいですか? 救ってもらっていいですか?（コロン）
- コンビニカレシ（思い出の女の子、女子、真四季みそら）
- 戦姫絶唱シンフォギアAXZ（ティキ）
- プリンセス・プリンシパル（ジュリ）

2018年
- みっちりねこ
- 刀使ノ巫女（糸見沙耶香）
- HUGっと!プリキュア（2018年 - 2019年、女性、すずか、女性客、人魚、未来の戦士、フワ）
- スロウスタート（藤井ばんび）
- 恋は雨上がりのように（女の子）
- シュタインズ・ゲート ゼロ（来嶋かえで）
- こみっくがーるず（琉姫のファン）
- ハイスクールD×D HERO（子供）
- あそびあそばせ（本田華子）
- オーバーロードIII（クーデリカ）
- ひもてはうす（桃園しばり）

2019年
- ソードアート・オンライン アリシゼーション（リネル・シンセシス・トゥエニエイト） - 2シリーズ
- みにとじ（糸見沙耶香）
- カワウソラボ（コロナ）
- かぐや様は告らせたい〜天才たちの恋愛頭脳戦〜（みき）
- けものフレンズ2（バンドウイルカ）
- スター☆トゥインクルプリキュア（2019年 - 2020年、フワ、生徒）
- エガオノダイカ（ノエル・ラングフォード）
- 私に天使が舞い降りた!（松本友奈）
- 群青のマグメル（女の子）
- ぼくたちは勉強ができない（かな）
- 彼方のアストラ（フニシア・ラファエリ）
- 異世界チート魔術師（謎の双子 / ミロ、メロ）
- この世の果てで恋を唄う少女YU-NO（アイ）
- アフリカのサラリーマン（殺傷ハムスター）

2020年
- 群れなせ!シートン学園（大狼ランカ）
- マギアレコード 魔法少女まどか☆マギカ外伝（黒羽根）
- ハクション大魔王2020（赤ちゃん）
- キラッとプリ☆チャン（茶釜松らいあ）
- くまクマ熊ベアー（2020年 - 2023年、フローラ） - 2シリーズ
- ドラゴンクエスト ダイの大冒険 (2020)（ミーナ）

2021年
- アイ★チュウ（女の子、彩羽）
- 天地創造デザイン部（ケンタ、図鑑タイトル）
- ふしぎ駄菓子屋 銭天堂（2021年 - 2025年、まめ、つぶ、捨てられたおもちゃ）
- iiiあいすくりん（2021年 - 2022年、マブブ） - 2シリーズ
- 月とライカと吸血姫（アーニャ・シモニャン）
- 見える子ちゃん（恭介の友達B）
- サクガン（リージア）

2022年
- ぷちセカ（鳳えむ、女性客）
- 賢者の弟子を名乗る賢者（トゥインクルパム）
- 平家物語（夜叉御前、後鳥羽天皇）
- RPG不動産（ファー）
- おしりたんてい（タイコ）
- パリピ孔明（ツインテ）
- はたらく魔王さま!!（2022年 - 2023年、アラス・ラムス） - 2シリーズ
- 咲う アルスノトリア すんっ!（アントロポソフィア）
- 新米錬金術師の店舗経営（ロレア）
- ぷにるんず（2022年 - 2025年、くーるん、こむぎ） - 3シリーズ
- 恋愛フロップス（各国ラブリン）
- 陰の実力者になりたくて!（モブシャドウガーデン）

2023年
- Buddy Daddies（海坂ミリ）
- あやかしトライアングル（月丘ルーシー、タヌマロ）
- 遊☆戯☆王ゴーラッシュ!!（2023年 - 2025年、かわいい声、ダマムー）
- とんでもスキルで異世界放浪メシ（スイ）
- スパイ教室（フィーネ）
- お隣の天使様にいつの間にか駄目人間にされていた件（女子生徒）
- ワールドダイスター（ジュゴン）
- 天国大魔境（オーマ）
- 英雄教室（クーフーリン）
- 薬屋のひとりごと（2023年 - 2025年、里樹妃） - 2シリーズ
- 聖剣学院の魔剣使い（アルティリア・レイ・オルティリーゼ）
- とあるおっさんのVRMMO活動記（ナタルニア〈レッド・ドラゴンの子供〉）
- ひきこまり吸血姫の悶々（峰永こはる）

2024年
- 姫様“拷問”の時間です（キュイ）
- アンデッドアンラック（バックス）
- 戦国妖狐（ふこう）
- 終末トレインどこへいく?（東雲晶）
- 0歳児スタートダッシュ物語（2024年 - 2025年、リリア・キャロル） - 2シリーズ
- かつて魔法少女と悪は敵対していた。（スライム）
- 異世界失格（メロス）
- 【推しの子】（少女 / ツクヨミ）
- ダンダダン（アクさらの娘）

2025年
- SAKAMOTO DAYS（坂本花） - 2シリーズ
- 異修羅（韜晦のレナ）
- メダリスト（三家田涼佳）
- ニートくノ一となぜか同棲はじめました（夏見叶愛）
- アポカリプスホテル（タマ子）

### 劇場アニメ
2010年代
- 台風のノルダ（2015年、クラスメイト）
- 映画 プリキュアミラクルユニバース（2019年、フワ）
- きみと、波にのれたら（2019年、子供ひな子）
- HELLO WORLD（2019年、女子生徒）
- 映画 スター☆トゥインクルプリキュア 星のうたに想いをこめて（2019年、フワ）

2020年代
- 映画 プリキュアミラクルリープ みんなとの不思議な1日（2020年、フワ）
- 機動戦士ガンダム 閃光のハサウェイ（2021年、店員）
- 竜とそばかすの姫（2021年）
- 劇場版 からかい上手の高木さん（2022年）
- わたしだけのお子さまランチ（2022年、フワ）
- 私に天使が舞い降りた! プレシャス・フレンズ（2022年、松本友奈）
- トラペジウム（2024年、水野サチ）
- 劇場版プロジェクトセカイ 壊れたセカイと歌えないミク（2025年、鳳えむ）

### OVA
- 私に天使が舞い降りた!（2019年、松本友奈） - Blu-ray&DVD第3巻特典
- 岸辺露伴は動かない『懺悔室』（2020年、娘）
- 転生したらスライムだった件（2020年、アン） - 漫画版第15巻OAD付き限定版
- かぐや様は告らせたい?〜天才たちの恋愛頭脳戦〜（2021年、イエティ） - コミックス第22巻OVA付き同梱版

### Webアニメ
- ニーノとミーヤの「おうちきねんび」（2016年、子供女2[84]）
- ロボットガールズNEO（2018年、Zちゃん〈マジンガーＺ〉[85]）
- 天地創造デザイン部（2021年、図鑑タイトル）
- はたらく魔王さま!! ちいちゃい!魔王さま!!（2022年 - 2023年、アラス・ラムス）
- 新米錬金術師の店舗経営 ミニアニメ（2022年、ロレア、空想のお友達）
- ロマンティック・キラー（2022年、キラリンヒロイン、同級生女子）
- ネガティヴハッピィ（2024年、ユウヒ / 藤丸夕陽[86][87]）
- ラッキーなサファリでおにごっこ!?（2024年、メグ[88]）

### ゲーム
2014年
- サウザンドメモリーズ（夢幻の魔怪盗リノ）

2015年
- インフィニット・ドライブ
- STEINS;GATE 0（来嶋かえで）
- ソフィーのアトリエ 〜不思議な本の錬金術士〜（アトミナ）
- ひぐらしのなく頃に粋

2016年
- グリムノーツ（グレーテル）
- ニューワールド（全力猛進あるにゃーと）
- フィリスのアトリエ 〜不思議な旅の錬金術士〜（アトミナ）
- プラスティック・メモリーズ（チェルシー）

2017年
- CHAOS;CHILD らぶchu☆chu!!
- ガルフト！（小宮山琴音）
- 感染×少女（錫杖架瑠裸）
- クイズRPG 魔法使いと黒猫のウィズ（エステル・モカ）

2018年
- 刀使ノ巫女 刻みし一閃の燈火（糸見沙耶香）
- 戦姫絶唱シンフォギアXD UNLIMITED（ティキ）
- 誰ガ為のアルケミスト（モア）
- ロボットガールズZ ONLINE（Zちゃん〈NEO〉）
- マギアレコード 魔法少女まどか☆マギカ外伝（2018年 - 2022年、牧野郁美）

2019年
- モンスターストライク（ウリリ）
- 共闘ことばRPG コトダマン（バンドウイルカ）
- メリーガーランド（ハスナ）
- D.C.4 〜ダ・カーポ4〜（常坂三美）
- ドラゴンクエストXI 過ぎ去りし時を求めて S（スラエール）
- エンゲージプリンセス（マルット）
- プリキュア つながるぱずるん（フワ）

2020年
- きららファンタジア（2020年 - 2022年、色川美姫、ファー）
- 聖剣伝説3 TRIALS of MANA（ドリアード、ルガー〈赤ん坊〉、ミック）
- ワールドフリッパー（キリ）
- ステリアデイズ・ウィキッド（ペルル・スペルライト）
- ソードアート・オンライン アリシゼーション リコリス（リネル・シンセシス・トゥエニナイト）
- エグゾスヒーローズ（タリア）
- けものフレンズ3（バンドウイルカ）
- プリンセスコネクト！Re:Dive（ラフィ）
- プロジェクトセカイ カラフルステージ! feat. 初音ミク（2020年 - 2025年、鳳えむ）

2021年
- LOOPERS（ホリー）
- 戦場のフーガ（メイ・マジパン）
- シンスメモリーズ 星天の下で（稲穂凛）
- 閃乱忍忍忍者大戦ネプテューヌ -少女達の響艶-（あある姫）
- Deep Insanity ASYLUM（ペンテシレイア）

2022年
- Relayer（マーズ）
- 崩壊3rd（グレーシュ）
- パズルガールズ（U-47）
- ANONYMOUS;CODE（宝生乃々花〈ノンノ〉）
- 白猫プロジェクト（メラルーカ）
- アズールレーン（ジェーナス）

2023年
- ファイアーエムブレム エンゲージ（オルテンシア）
- 天空のアムネジア（ドン・キホーテ）
- アサルトリリィ Last Bullet（賀川蒔菜）
- クライマキナ／CRYMACHINA（ユリ）
- インフィニティ ストラッシュ ドラゴンクエスト ダイの大冒険（ミーナ）
- 原神（シグウィン）
- みんなで早押しクイズ（乙葉モエギ）

2024年
- ファイアーエムブレム ヒーローズ（オルテンシア）
- スノウブレイク : 禁域降臨（イチェル）

2025年
- モンスターハンターワイルズ（オトモアイルー タイプ1）
- シャインポスト Be Your アイドル!（陽本日夏）

### ドラマCD
- 私に天使が舞い降りた!（2020年、松本友奈） - コミックス第7巻ドラマCD付き特装版
- りりくる はぁと ～LIly LYric cyCLE HEART～ vol.3（2021年、藍原穂希）
- 勇者宇宙ソーグレーダー オーディオドラマ Vol.1・2（2025年、アニモ014）

### 吹き替え

#### 映画
- フリー・ガイ（2021年）[126]
- プロジェクトV（2021年、ガーワー[127]）
- ノック 終末の訪問者（2023年、ウェン〈クリステン・ツイ〉[128]）

#### ドラマ
- キャッスルロック
- グレイス&フランキー

#### アニメ
- 101匹わんちゃんストリート（2019年、スノーボール、デスティニー、ダラス、デジャヴ[129]）
- カラミティ（英語版）（2021年、エリージャ[130]）
- マーシャとくま（2021年、マーシャ[131]）

### 実写映画
- ハケンアニメ!（2022年）※顔出し出演
  - 劇中アニメ『サウンドバック 奏の石』（マユ）

### デジタルコミック
- 溺愛なんてズルすぎる!!（2020年、石田美優）

### CM
- ドワンゴクリエイティブスクール ラジオCM[4]
- パズドラTV「冬の青春」篇（2016年、ユキホの妹[132]）

### ラジオ
※はインターネット配信。
- ヒナとフタバのキノハウス！（2016年、超!A&G+※）
- あそびあそばせらじお おききあそばせ（2018年、音泉※）[133]
- 木野日菜のradioclub.jp（2021年、かつしかFM・ラジオ関西・アニたまどっとコム※）[134]
- 月とライカと吸血姫 〜アーニャ・シモニャン・ラジオニャン！〜（2021年 - 2022年、音泉※）[135]
- 木野日菜 まるまるの木（2021年 - 2022年、文化放送・超!A&G+※、『A&Gリクエストアワー 阿澄佳奈のキミまち!』内）[136]
- 宮原颯希 木野日菜「うそ！ほんと？かわいい！？」(2022年、音泉※）[137]
- ラジオでもはたらく魔王さま!!（2022年、超!A&G+※・YouTube※）

### テレビ番組
※はインターネット配信。
- のびしろにょきにょき（2016年 - 2020年 、ニコニコ生放送※）[138][139]
- きのひなといっしょ（2019年 - 2020年 、ニコニコ生放送※）
- のびざかりにょきにょき（2020年 - 2021年、ニコニコ生放送※）[140][141]
- プロジェクトセカイ ワンダショちゃんねる（2020年 - 、Youtube※、ニコニコ生放送※、Periscope※）
- 木野と亜咲花と（2020年 - 2021年、YouTube※）[142]
- 木野と亜咲花と（2022年、ニコニコチャンネルプラス※）
- RPG不動産 振り返りスペシャルへようこそ！（2022年10月30日、AT-X） - ナレーション[143]
- サンデージャポン（ナレーション、TBSテレビ）

### その他コンテンツ
- 朗読劇「刀使ノ巫女 清夏奉燈」（2021年、糸見沙耶香[144]）
- プロジェクトセカイ カラフルステージ! feat. 初音ミク ボイスドラマ（2021年 - 2022年、鳳えむ） - 2作品[一覧 9]
- 新米錬金術師の店舗経営 ASMRボイスドラマ（2023年、ロレア）
- 劇場版プロジェクトセカイ 壊れたセカイと歌えないミク×JR東海 東海道新幹線車内限定クロストーク（2025年）

## ディスコグラフィ

### キャラクターソング
| 発売日   | 商品名 | 歌 | 楽曲 | 備考                                                                                |
| 2018年   | 2018年 | 2018年 | 2018年 | 2018年                                                                              |
| -------- | --- | --- | --- | ----------------------------------------------------------------------------------- |
| 1月24日  | Save you Save me                                                                                          | 衛藤可奈美（本渡楓）、十条姫和（大西沙織）、柳瀬舞衣（和氣あず未）、糸見沙耶香（木野日菜）、益子薫（松田利冴）、古波蔵エレン（鈴木絵理） | 「Save you Save me」 | テレビアニメ『刀使ノ巫女』オープニングテーマ                                        |
| 1月24日  | 心のメモリア                                                                                              | 衛藤可奈美（本渡楓）、十条姫和（大西沙織）、柳瀬舞衣（和氣あず未）、糸見沙耶香（木野日菜）、益子薫（松田利冴）、古波蔵エレン（鈴木絵理） | 「心のメモリア」 | テレビアニメ『刀使ノ巫女』エンディングテーマ                                        |
| 1月24日  | 心のメモリア                                                                                              | 柳瀬舞衣（和氣あず未）、糸見沙耶香（木野日菜）                                                                                           | 「青空パレード」 | テレビアニメ『刀使ノ巫女』関連曲                                                    |
| 3月28日  | 巫女ノ歌〜肆〜                                                                                            | 糸見沙耶香（木野日菜） | 「Heart of Gold」 「Save you Save me」 「心のメモリア」                                                                                                  | テレビアニメ『刀使ノ巫女』関連曲                                                    |
| 5月23日  | 進化系Colors                                                                                              | 衛藤可奈美（本渡楓）、十条姫和（大西沙織）、柳瀬舞衣（和氣あず未）、糸見沙耶香（木野日菜）、益子薫（松田利冴）、古波蔵エレン（鈴木絵理） | 「進化系Colors」 | テレビアニメ『刀使ノ巫女』オープニングテーマ                                        |
| 5月23日  | 未来エピローグ                                                                                            | 衛藤可奈美（本渡楓）、十条姫和（大西沙織）、柳瀬舞衣（和氣あず未）、糸見沙耶香（木野日菜）、益子薫（松田利冴）、古波蔵エレン（鈴木絵理） | 「未来エピローグ」 | テレビアニメ『刀使ノ巫女』エンディングテーマ                                        |
| 6月27日  | 刀使ノ巫女 BD・DVD第3巻特典CD                                                                             | 糸見沙耶香（木野日菜）、益子薫（松田利冴）                                                                                               | 「月色花火」 | テレビアニメ『刀使ノ巫女』関連曲                                                    |
| 8月22日  | スリピス                                                                                                  | 本田華子（木野日菜）、オリヴィア（長江里加）、野村香純（小原好美）                                                                       | 「スリピス」 | テレビアニメ『あそびあそばせ』オープニングテーマ                                    |
| 8月22日  | インキャインパルス                                                                                        | 本田華子（木野日菜）、オリヴィア（長江里加）、野村香純（小原好美） feat. Ikepy & KSKN                                                    | 「インキャインパルス」 | テレビアニメ『あそびあそばせ』エンディングテーマ                                    |
| 8月22日  | インキャインパルス                                                                                        | 本田華子（木野日菜）、野村香純（小原好美）                                                                                               | 「惡詛毘惡詛罵世」 | テレビアニメ『あそびあそばせ』関連曲                                                |
| 9月26日  | あそびあそばせ BD・DVD第1巻 特典キャラクターソングCD〜華子の章〜                                          | 本田華子（木野日菜） | 「スリピス」 「テラハス」 「インキャインパルス」 | テレビアニメ『あそびあそばせ』関連曲                                                |
| 10月13日 | モテたいのー/おうちに帰ろう                                                                               | ひもてはうす住人一同 | 「モテたいのー」 | テレビアニメ『ひもてはうす』オープニングテーマ                                      |
| 10月13日 | モテたいのー/おうちに帰ろう                                                                               | ひもてはうす住人一同 | 「おうちに帰ろう」 | テレビアニメ『ひもてはうす』挿入歌                                                  |
| 11月17日 | 『ひもてはうす』キャラクターカップリングソング集                                                          | 紐手ときよ ※桃園しばり（木野日菜）、新井みなも（上坂すみれ）                                                                             | 「一輪」 「おうちに帰ろう（Duet ver.3）」 | テレビアニメ『ひもてはうす』関連曲                                                  |
| 12月21日 | あそびあそばせ BD・DVD第4巻特典CD                                                                         | 本田華子（木野日菜）、オリヴィア（長江里加）、野村香純（小原好美）                                                                       | 「フリックスワイプ」 | テレビアニメ『あそびあそばせ』関連曲                                                |
| 2020年   | | | |                                                                                     |
| 2月21日  | 学園壮観Zoo/オオカミブルース                                                                              | 大狼ランカ（木野日菜）、間様人（石谷春貴）、牝野瞳（宮本侑芽）、子守ユカリ（久野美咲）、獣生ミユビ（小原好美）、猫米クルミ（徳井青空）   | 「学園壮観Zoo」 | テレビアニメ『群れなせ！シートン学園』オープニングテーマ                            |
| 2月21日  | 学園壮観Zoo/オオカミブルース                                                                              | 大狼ランカ（木野日菜） | 「オオカミブルース」 | テレビアニメ『群れなせ！シートン学園』エンディングテーマ                            |
| 2月26日  | ソードアート・オンライン アリシゼーション War of Underworld BD・DVD第3巻特典CD                            | レンリ（田村睦心）、フィゼル（小原好美）、リネル（木野日菜）                                                                             | 「Evolving the heart」 | テレビアニメ『ソードアート・オンライン アリシゼーション War of Underworld』関連曲   |
| 2021年   | | | |                                                                                     |
| 7月21日  | セカイはまだ始まってすらいない/potatoになっていく                                                         | ワンダーランズ×ショウタイム、初音ミク | 「セカイはまだ始まってすらいない」 「potatoになっていく」                                                                                                | ゲーム『プロジェクトセカイ カラフルステージ！ feat.初音ミク』関連曲                 |
| 2022年   | | | |                                                                                     |
| 2月2日   | ワンダーランズ×ショウタイム SEKAI ALBUM vol.1                                                             | ワンダーランズ×ショウタイム、鏡音リン | 「スイートマジック」 | ゲーム『プロジェクトセカイ カラフルステージ！ feat. 初音ミク』関連曲                |
| 2月2日   | ワンダーランズ×ショウタイム SEKAI ALBUM vol.1                                                             | ワンダーランズ×ショウタイム、鏡音リン、鏡音レン                                                                                          | 「ぼうけんのしょがきえました！」 | ゲーム『プロジェクトセカイ カラフルステージ！ feat. 初音ミク』関連曲                |
| 2月2日   | ワンダーランズ×ショウタイム SEKAI ALBUM vol.1                                                             | ワンダーランズ×ショウタイム、初音ミク | 「ダンスロボットダンス」 | ゲーム『プロジェクトセカイ カラフルステージ！ feat. 初音ミク』関連曲                |
| 2月2日   | ワンダーランズ×ショウタイム SEKAI ALBUM vol.1                                                             | ワンダーランズ×ショウタイム、初音ミク | 「ミラクルペイント」 | ゲーム『プロジェクトセカイ カラフルステージ！ feat. 初音ミク』関連曲                |
| 2月2日   | ワンダーランズ×ショウタイム SEKAI ALBUM vol.1                                                             | ワンダーランズ×ショウタイム | 「チュルリラ・チュルリラ・ダッダッダ！」 | ゲーム『プロジェクトセカイ カラフルステージ！ feat. 初音ミク』関連曲                |
| 2月2日   | ワンダーランズ×ショウタイム SEKAI ALBUM vol.1                                                             | ワンダーランズ×ショウタイム、鏡音リン | 「ポジティブ☆ダンスタイム」 | ゲーム『プロジェクトセカイ カラフルステージ！ feat. 初音ミク』関連曲                |
| 2月2日   | ワンダーランズ×ショウタイム SEKAI ALBUM vol.1                                                             | ワンダーランズ×ショウタイム、鏡音レン | 「お気に召すまま」 「テレキャスタービーボーイ」 | ゲーム『プロジェクトセカイ カラフルステージ！ feat. 初音ミク』関連曲                |
| 3月16日  | ニジイロストーリーズ/ワンスアポンアドリーム                                                               | ワンダーランズ×ショウタイム、鏡音レン | 「ワンスアポンアドリーム」 | ゲーム『プロジェクトセカイ カラフルステージ！ feat. 初音ミク』関連曲                |
| 4月27日  | アニメ『RPG不動産』オープニングテーマ「Make Up Life!」                                                    | 風色琴音（井上ほの花）、ファー（木野日菜）、ルフリア（川井田夏海）、ラキラ（石見舞菜香）                                                 | 「Make Up Life!」 | テレビアニメ『RPG不動産』オープニングテーマ                                         |
| 4月27日  | アニメ『RPG不動産』オープニングテーマ「Make Up Life!」                                                    | ファー（木野日菜） | 「Make Up Life!」 | テレビアニメ『RPG不動産』関連曲                                                     |
| 9月19日  | FiRST STEP                                                                                                | FFF | 「FiRST STEP」 | 『シャインポスト』関連曲                                                            |
| 2023年   | | | |                                                                                     |
| 2月15日  | トンデモワンダーズ/Glory Steady Go                                                                        | ワンダーランズ×ショウタイム、KAITO | 「トンデモワンダーズ」 | ゲーム『プロジェクトセカイ カラフルステージ！ feat. 初音ミク』関連曲                |
| 2月15日  | トンデモワンダーズ/Glory Steady Go                                                                        | ワンダーランズ×ショウタイム、巡音ルカ | 「Glory Steady Go」 | ゲーム『プロジェクトセカイ カラフルステージ！ feat. 初音ミク』関連曲                |
| 4月26日  | ショウタイム・ルーラー/にっこり^^調査隊のテーマ                                                           | ワンダーランズ×ショウタイム、鏡音リン | 「ショウタイム・ルーラー」 | ゲーム『プロジェクトセカイ カラフルステージ！ feat. 初音ミク』関連曲                |
| 4月26日  | ショウタイム・ルーラー/にっこり^^調査隊のテーマ                                                           | ワンダーランズ×ショウタイム、初音ミク | 「にっこり^^調査隊のテーマ」 | ゲーム『プロジェクトセカイ カラフルステージ！ feat. 初音ミク』関連曲                |
| 4月28日  | Be The MUSIC!                                                                                             | 「All Music MIKUdemy」一同 | 「Be The MUSIC!」 | ゲーム『プロジェクトセカイ カラフルステージ！ feat. 初音ミク』関連曲                |
| 8月2日   | 88☆彡/星空のメロディー                                                                                    | ワンダーランズ×ショウタイム、KAITO | 「88☆彡」 | ゲーム『プロジェクトセカイ カラフルステージ！ feat. 初音ミク』関連曲                |
| 8月2日   | 88☆彡/星空のメロディー                                                                                    | ワンダーランズ×ショウタイム、MEIKO | 「星空のメロディー」 | ゲーム『プロジェクトセカイ カラフルステージ！ feat. 初音ミク』関連曲                |
| 10月11日 | どんな結末がお望みだい？/星空オーケストラ                                                                 | ワンダーランズ×ショウタイム、初音ミク | 「どんな結末がお望みだい？」 | ゲーム『プロジェクトセカイ カラフルステージ！ feat. 初音ミク』関連曲                |
| 10月11日 | どんな結末がお望みだい？/星空オーケストラ                                                                 | ワンダーランズ×ショウタイム、巡音ルカ | 「星空オーケストラ」 | ゲーム『プロジェクトセカイ カラフルステージ！ feat. 初音ミク』関連曲                |
| 12月20日 | Mr. Showtime/箱庭のコラル                                                                                 | ワンダーランズ×ショウタイム、巡音ルカ | 「Mr. Showtime」 | ゲーム『プロジェクトセカイ カラフルステージ！ feat. 初音ミク』関連曲                |
| 12月20日 | Mr. Showtime/箱庭のコラル                                                                                 | ワンダーランズ×ショウタイム、KAITO | 「箱庭のコラル」 | ゲーム『プロジェクトセカイ カラフルステージ！ feat. 初音ミク』関連曲                |
| 2024年   | | | |                                                                                     |
| 1月24日  | ワンダーランズ×ショウタイム SEKAI ALBUM vol.2                                                             | ワンダーランズ×ショウタイム、鏡音リン | 「いーあるふぁんくらぶ」 | ゲーム『プロジェクトセカイ カラフルステージ! feat. 初音ミク』関連曲                 |
| 1月24日  | ワンダーランズ×ショウタイム SEKAI ALBUM vol.2                                                             | 鳳えむ（木野日菜）、草薙寧々（Machico）、鏡音リン、鏡音レン                                                                              | 「リモコン」 | ゲーム『プロジェクトセカイ カラフルステージ! feat. 初音ミク』関連曲                 |
| 1月24日  | ワンダーランズ×ショウタイム SEKAI ALBUM vol.2                                                             | ワンダーランズ×ショウタイム、初音ミク | 「神のまにまに」 「1925」 | ゲーム『プロジェクトセカイ カラフルステージ! feat. 初音ミク』関連曲                 |
| 1月24日  | ワンダーランズ×ショウタイム SEKAI ALBUM vol.2                                                             | ワンダーランズ×ショウタイム | 「グッバイ宣言」 | ゲーム『プロジェクトセカイ カラフルステージ! feat. 初音ミク』関連曲                 |
| 1月24日  | ワンダーランズ×ショウタイム SEKAI ALBUM vol.2                                                             | 鳳えむ（木野日菜）、草薙寧々（Machico）、初音ミク                                                                                        | 「エイリアンエイリアン」 「ネトゲ廃人シュプレヒコール」                                                                                                  | ゲーム『プロジェクトセカイ カラフルステージ! feat. 初音ミク』関連曲                 |
| 1月24日  | ワンダーランズ×ショウタイム SEKAI ALBUM vol.2                                                             | ワンダーランズ×ショウタイム、巡音ルカ | 「踊れオーケストラ」 | ゲーム『プロジェクトセカイ カラフルステージ! feat. 初音ミク』関連曲                 |
| 1月24日  | ワンダーランズ×ショウタイム SEKAI ALBUM vol.2                                                             | ワンダーランズ×ショウタイム、鏡音レン | 「エゴロック」 | ゲーム『プロジェクトセカイ カラフルステージ! feat. 初音ミク』関連曲                 |
| 1月24日  | ワンダーランズ×ショウタイム SEKAI ALBUM vol.2                                                             | ワンダーランズ×ショウタイム、MEIKO | 「ラブカ？」 | ゲーム『プロジェクトセカイ カラフルステージ! feat. 初音ミク』関連曲                 |
| 1月31日  | あやかしトライアングル 5 Blu-ray&DVD完全生産限定版 特典CD                                                 | 月丘ルーシー（木野日菜） | 「ゆんゆんユニバース」 | テレビアニメ『あやかしトライアングル』関連曲                                        |
| 2月7日   | 運命のトリニティ                                                                                          | ヘルヴォル、クエレブレ | 「REFLECTIONS」 | ゲーム『アサルトリリィ Last Bullet』関連曲                                          |
| 2月7日   | 運命のトリニティ                                                                                          | クエレブレ | 「REFLECTIONS（クエレブレver.）」 | ゲーム『アサルトリリィ Last Bullet』関連曲                                          |
| 5月8日   | プロジェクトセカイ カラフルステージ！ feat. 初音ミク アナザーボーカルアルバム ワンダーランズ×ショウタイム | 天馬司（廣瀬大介）、鳳えむ（木野日菜）                                                                                                   | 「セカイはまだ始まってすらいない」 | ゲーム『プロジェクトセカイ カラフルステージ！ feat. 初音ミク』関連曲                |
| 5月8日   | プロジェクトセカイ カラフルステージ！ feat. 初音ミク アナザーボーカルアルバム ワンダーランズ×ショウタイム | 鳳えむ（木野日菜） | 「スイートマジック」 「ダンスロボットダンス」 「ポジティブ☆ダンスタイム」 「ワンスアポンアドリーム」 「トンデモワンダーズ」 「テレキャスタービーボーイ」 | ゲーム『プロジェクトセカイ カラフルステージ！ feat. 初音ミク』関連曲                |
| 6月26日  | キラピピ★キラピカ/フィラメントフィーバー                                                                  | ワンダーランズ×ショウタイム、MEIKO | 「キラピピ★キラピカ」 | ゲーム『プロジェクトセカイ カラフルステージ！ feat. 初音ミク』関連曲                |
| 6月26日  | キラピピ★キラピカ/フィラメントフィーバー                                                                  | ワンダーランズ×ショウタイム、MEIKO | 「フィラメントフィーバー」 | ゲーム『プロジェクトセカイ カラフルステージ！ feat. 初音ミク』関連曲                |
| 10月30日 | 世界を照らすテトラッド/サイバーパンクデッドボーイ                                                         | ワンダーランズ×ショウタイム、初音ミク | 「世界を照らすテトラッド」 | ゲーム『プロジェクトセカイ カラフルステージ！ feat. 初音ミク』関連曲                |
| 10月30日 | 世界を照らすテトラッド/サイバーパンクデッドボーイ                                                         | ワンダーランズ×ショウタイム、鏡音リン | 「サイバーパンクデッドボーイ」 | ゲーム『プロジェクトセカイ カラフルステージ！ feat. 初音ミク』関連曲                |
| 2025年   | | | |                                                                                     |
| 1月17日  | スマイル*シンフォニー                                                                                     | ワンダーランズ×ショウタイム | 「スマイル*シンフォニー」 | 劇場アニメ『劇場版プロジェクトセカイ 壊れたセカイと歌えないミク』関連曲             |
| 1月30日  | Worlders                                                                                                  | バーチャル・シンガー、Leo/need、MORE MORE JUMP!、Vivid BAD SQUAD、ワンダーランズ×ショウタイム、25時、ナイトコードで。                    | 「Worlders」 | 劇場アニメ『劇場版プロジェクトセカイ 壊れたセカイと歌えないミク』エンディングテーマ |
| 2月21日  | 群青讃歌（劇場版プロジェクトセカイver.）                                                                  | Leo/need、MORE MORE JUMP!、Vivid BAD SQUAD、ワンダーランズ×ショウタイム、25時、ナイトコードで。                                          | 「群青讃歌（劇場版プロジェクトセカイver.）」 | 劇場アニメ『劇場版プロジェクトセカイ 壊れたセカイと歌えないミク』挿入歌             |
| 3月19日  | オペラ！スペースオペラ！/成敗いたAAAAAす！                                                                | ワンダーランズ×ショウタイム、鏡音レン | 「オペラ！スペースオペラ！」 | ゲーム『プロジェクトセカイ カラフルステージ！ feat. 初音ミク』関連曲                |
| 3月19日  | オペラ！スペースオペラ！/成敗いたAAAAAす！                                                                | ワンダーランズ×ショウタイム、巡音ルカ | 「成敗いたAAAAAす！」 | ゲーム『プロジェクトセカイ カラフルステージ！ feat. 初音ミク』関連曲                |
| 4月18日  | ボーダーライト                                                                                            | FFF | 「ボーダーライト」 | ゲーム『シャインポスト Be Your アイドル!』関連曲                                    |
| 5月9日   | 0 to Infinity                                                                                             | FFF | 「0 to Infinity」 | ゲーム『シャインポスト Be Your アイドル!』関連曲                                    |
| 5月14日  | 「ニートくノ一となぜか同棲はじめました」エンディングテーマソングス                                        | 出浦白津莉（矢野妃菜喜）、百地彩夢（ファイルーズあい）、和泉緋那（会沢紗弥）、夏見叶愛（木野日菜）                                       | 「ダラシナイEveryday」 | テレビアニメ『ニートくノ一となぜか同棲はじめました』エンディングテーマ              |
| 5月28日  | ワンダーランズ×ショウタイム SEKAI ALBUM vol.3                                                             | ワンダーランズ×ショウタイム、鏡音レン | 「嗚呼、素晴らしきニャン生」 「おちゃめ機能」 | ゲーム『プロジェクトセカイ カラフルステージ! feat. 初音ミク』関連曲                 |
| 5月28日  | ワンダーランズ×ショウタイム SEKAI ALBUM vol.3                                                             | ワンダーランズ×ショウタイム、初音ミク | 「太陽系デスコ」 「ちがう!!!」 「転生林檎」 | ゲーム『プロジェクトセカイ カラフルステージ! feat. 初音ミク』関連曲                 |
| 5月28日  | ワンダーランズ×ショウタイム SEKAI ALBUM vol.3                                                             | 鳳えむ（木野日菜）、神代類（土岐隼一）、初音ミク                                                                                         | 「すきなことだけでいいです」 | ゲーム『プロジェクトセカイ カラフルステージ! feat. 初音ミク』関連曲                 |
| 5月28日  | ワンダーランズ×ショウタイム SEKAI ALBUM vol.3                                                             | 鳳えむ（木野日菜）、草薙寧々（Machico）、初音ミク                                                                                        | 「我儘姫」 | ゲーム『プロジェクトセカイ カラフルステージ! feat. 初音ミク』関連曲                 |
| 5月28日  | ワンダーランズ×ショウタイム SEKAI ALBUM vol.3                                                             | ワンダーランズ×ショウタイム、鏡音リン | 「強風オールバック」 「きょうもハレバレ」 | ゲーム『プロジェクトセカイ カラフルステージ! feat. 初音ミク』関連曲                 |
| 5月28日  | ワンダーランズ×ショウタイム SEKAI ALBUM vol.3                                                             | ワンダーランズ×ショウタイム、KAITO | 「古書屋敷殺人事件」 | ゲーム『プロジェクトセカイ カラフルステージ! feat. 初音ミク』関連曲                 |
| 5月28日  | ワンダーランズ×ショウタイム SEKAI ALBUM vol.3                                                             | ワンダーランズ×ショウタイム、巡音ルカ | 「1000年生きてる」 | ゲーム『プロジェクトセカイ カラフルステージ! feat. 初音ミク』関連曲                 |
| 5月28日  | ワンダーランズ×ショウタイム SEKAI ALBUM vol.3                                                             | 鳳えむ（木野日菜）、草薙寧々（Machico）、MEIKO                                                                                           | 「QUEEN」 | ゲーム『プロジェクトセカイ カラフルステージ! feat. 初音ミク』関連曲                 |
| 5月30日  | ACROSS THE UNIVERSE                                                                                       | FFF | 「ボーダーライト」 | ゲーム『シャインポスト Be Your アイドル!』関連曲                                    |
| 9月17日  | ぼくのかみさま/オールセーブチャレンジ                                                                     | ワンダーランズ×ショウタイム、鏡音レン | 「ぼくのかみさま」 | ゲーム『プロジェクトセカイ カラフルステージ! feat. 初音ミク』関連曲                 |
| 9月17日  | ぼくのかみさま/オールセーブチャレンジ                                                                     | ワンダーランズ×ショウタイム、KAITO | 「オールセーブチャレンジ」 | ゲーム『プロジェクトセカイ カラフルステージ! feat. 初音ミク』関連曲                 |

### シリーズ一覧
1. ↑  前半（2019年）、後半『War of Underworld』第1クール（2019年）
2. ↑  第1期（2020年）、第2期『ぱーんち！』（2023年）
3. ↑  第1期（2021年）、第2期『2』（2022年）
4. ↑  1st Season（2022年）、2nd Season（2023年）
5. ↑  第1期（2022年 - 2023年）、第2期『ぷに2』（2024年 - 2025年）、第3期『ぷに3』（2025年）
6. ↑  第1期（2023年 - 2024年）、第2期（2025年）
7. ↑  シーズン1（2024年）、シーズン2（2025年）
8. ↑  第1クール（2025年）、第2クール（2025年）
9. ↑  『YouTubeチャンネル登録者数25万人達成記念 ワンダーランズ×ショウタイム編』（2021年）、『神山高校文化祭 前日譚 ワンダーランズ×ショウタイム編』（2022年）

### ユニットメンバー
1. ↑  本郷たえ（洲崎綾）、紐手こころ（明坂聡美）、紐手きなみ（三森すずこ）、紐手ときよ ※桃園しばり（木野日菜）、新井みなも（上坂すみれ）、えにし（西明日香）
2. 1 2 3 4 5 6 7 8 9 10 11 12 13 14 15 16 17 18 19 20 21 22 23 24 25 26 27 28 29 30 31 32 33 34 35 36 37  天馬司（廣瀬大介）、鳳えむ（木野日菜）、草薙寧々（Machico）、神代類（土岐隼一）
3. ↑  天馬司（廣瀬大介）、鳳えむ（木野日菜）
4. 1 2  鳳えむ（木野日菜）、草薙寧々（Machico）
5. 1 2 3  兎塚七海（野口衣織）、陽本日夏（木野日菜）、梨子木麗美（ファイルーズあい）
6. ↑  初音ミク、鏡音リン、鏡音レン、巡音ルカ、MEIKO、KAITO、星乃一歌（野口瑠璃子）、天馬咲希（礒部花凜）、望月穂波（上田麗奈）、日野森志歩（中島由貴）、花里みのり（小倉唯）、桐谷遥（吉岡茉祐）、桃井愛莉（降幡愛）、日野森雫（本泉莉奈）、小豆沢こはね（秋奈）、白石杏（鷲見友美ジェナ）、東雲彰人（今井文也）、青柳冬弥（伊東健人）、天馬司（廣瀬大介）、鳳えむ（木野日菜）、草薙寧々（Machico）、神代類（土岐隼一）、宵崎奏（楠木ともり）、朝比奈まふゆ（田辺留依）、東雲絵名（鈴木みのり）、暁山瑞希（佐藤日向）
7. ↑  相澤一葉（藤井彩加）、佐々木藍（夏目愛海）、飯島恋花（石飛恵里花）、初鹿野瑤（三村遙佳）、芹沢千香瑠（野中深愛）
8. ↑  松村優珂（集貝はな）、牧野美岳（河瀬茉希）、賀川蒔菜（木野日菜）、森本結爾（指出毬亜）
9. ↑  松村優珂（集貝はな）、牧野美岳（河瀬茉希）、賀川蒔菜（木野日菜）、森本結爾（指出毬亜）、苅谷緋紅（直田姫奈）